# Fête des pailhasses
 (février 2023).
Si vous disposez d'ouvrages ou d'articles de référence ou si vous connaissez des sites web de qualité traitant du thème abordé ici, merci de compléter l'article en donnant les références utiles à sa vérifiabilité et en les liant à la section « Notes et références ».
 (février 2023).
La fête des Pailhasses (de palha qui en occitan signifie « paille ») se déroule chaque mercredi des Cendres dans le village de Cournonterral (département français de l’Hérault). 
Cet événement est un rituel pratiqué depuis 676 ans, réservé aux Pailhasses. En effet toutes les personnes extérieures à ce village (y compris les journalistes) sont traditionnellement poursuivies et aspergées avec de la lie de vin. Pour éviter tout malentendu, les forces de l’ordre interdisent l’accès au centre de Cournonterral lors de son déroulement l’après-midi.

## Origine
A l'origine, la fête des Pailhasses est un combat entre les Blancs (habitants du village d'Aumelas), et les Pailhasses (habitants du village de Cournonterral). Aujourd'hui, chacun est libre de choisir le parti qu'il souhaite. L'événement permet d'évacuer les tensions entre les villageois, pour commencer la période du Carême en paix.
Ces tensions sont historiques. Au Moyen-Age, les habitants de Cournonterral avaient l'habitude d'aller couper du chêne vert dans les forêts communales et seigneuriales attenantes à celles d'Aumelas. Les habitants d'Aumelas, considérant le chêne vert comme leur seule source de revenus, entretenaient une haine sourde envers les Cournonterralais. Les Aumelassiens ont donc décidé d'attaquer les habitants de Cournonterral, munis de frondes et de flèches. Le seigneur du lieu, mis au courant du conflit, ordonna au Bayle nommé Pailhas de faire cesser cette rivalité.

## Déroulement
Durant trois heures, les Pailhasses doivent poursuivre les Blancs à travers les rues du bourg, afin de leur lancer des peilles (pelhas en occitan, « serpillières »), imbibées de lie. La règle stipule que toute personne se situant sur leur chemin, même extérieure au conflit, est considérée comme potentielle cible. À la fin de la période, les ex-Blancs capturés sont plongés dans de larges cuves remplies de lie de vin, selon la tradition.

## Cinéma
Le film d'Agnès Varda intitulé Sans toit ni loi, met en scène un personnage interprété par Sandrine Bonnaire, se trouvant à Cournonterral le jour de la fête. La femme, ignorant l'existence de ce rituel, est terrorisée quand elle est capturée par des Pailhasses. Bien que la réalisatrice soit originaire de la région, les organisateurs de la fête restèrent fidèle à la règle et lui refusèrent l'autorisation de tourner la scène lors de la fête. Elle raconte dans son ouvrage Agnès par Varda s’être d'ailleurs inspirée d'une photographie, en particulier de Charles Camberoque de l'album photo Les Paillasses, dont la préface est d'Yves Rouquette, pour la réalisation de son film.